# Messier 43
De Mairans nebulosa eller Messier 43, (M43), även känd som NGC 1982, är en diffus nebulosa som ligger nordost om Messier 42. Denna runda emissionsnebulosa är en H II-region, och ser ut att sitta ihop med den norra sidan av Orionnebulosan (Messier 42), trots att den inte hör dit. En stjärna med magnitud 8 är källan till det ljus som gör synlig för oss.
Messier 43 upptäcktes av den franska forskaren Jean-Jacques Dortous de Mairan någon gång före 1731 och katalogiserades av Charles Messier 1769. Den är fysiskt en del av Orionnebulosan (Messier 42), skild från huvudnebulosan av ett tätt stoftfält som kallas nordöstra mörka gatan. Den är en del av det mycket större molekylärt molnkomplex inom Orion. Det mörka området mellan Messier 42 och Messier 43 kallas på engelska för "fishmouth", fiskmunnen.

## Egenskaper
Den huvudsakliga joniserande stjärnan i nebulosan är HD 37061 (variabel stjärnbeteckning NU Ori[b]), i centrum av H II-regionen, belägen 1 300 ± 160 ljusår (400 ± 50 pc) bort. Denna är en trippelstjärna där den ljusare komponenten är en enkelsidig spektroskopisk dubbelstjärna. Huvudkomponenten är en blåvit  huvudseriestjärna typ B med spektralklass B0.5 V eller B1 V. Den har en massa av 19 ± 7 gånger solmassan och en radie av 5,7 ± 0,8 gånger solradien. Den avger över 26 000 gånger mera energi än solen från dess fotosfär vid en effektiv temperatur på 31 000 K. Det roterar snabbt med en projicerad rotationshastighet av ca 200 km/s.
H II-regionen är en rund volym av joniserat väte. Den har en diameter på ca 4,5 bågminuter, sett från jorden vilket betyder att den har en bredd av 2,1 ljusår. Netto vätealfastrålning (förutom stjärnan) i regionen är (3,0 ± 1,1) × 1035 erg/s, motsvarande 78 gånger solens luminositet. Det finns ett mörkt fält som korsar hela västra centrumremsan från norr till söder, känd som M43 dark lane, som bildar en virvlande bältesförlängning i söder till Orions nordöstra mörka gata. Alla dessa liknar en blandning av rök som stiger från en skorsten och i akvarell, breda och fina mörka penseldrag, vid flera våglängder.

## Galleri

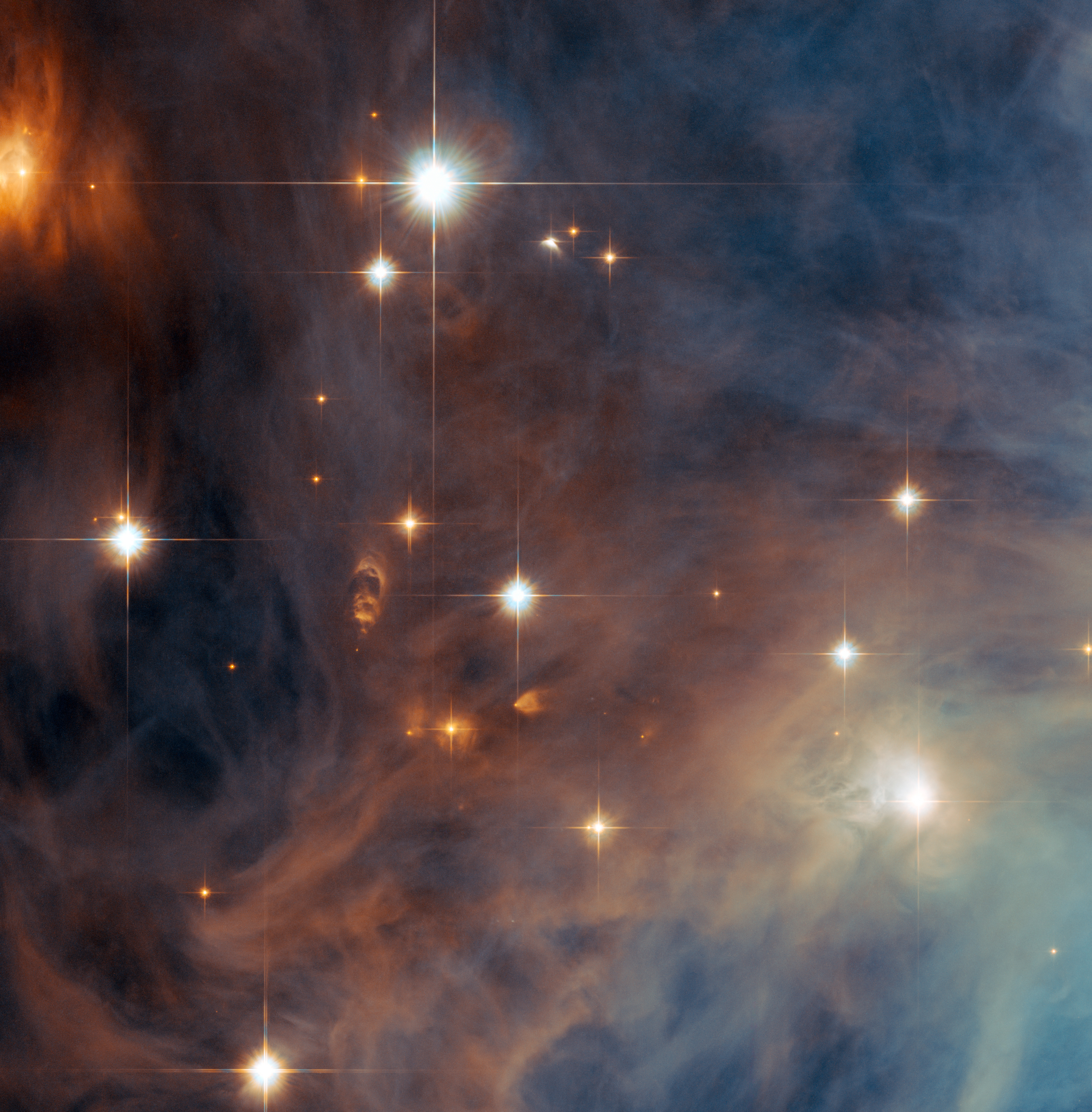
Infraröd bild av (del av) De Mairan's Nebulosa (M43)